# ایسلندایر

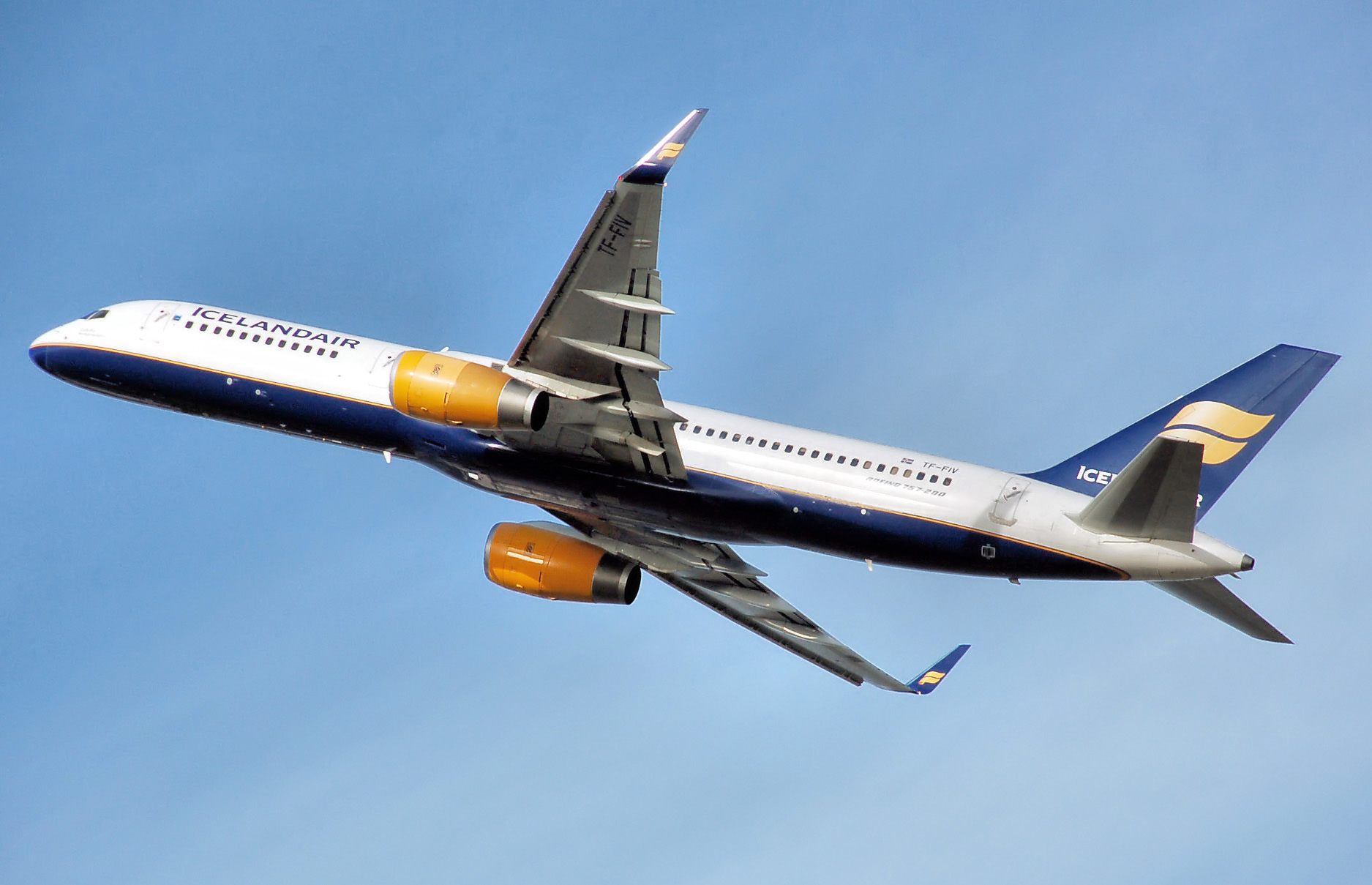
هواپیمای بوئینگ ۷۵۷ متعلق به ایسلندایر

ایسلندایر (به انگلیسی: Icelandair) شرکت هواپیمایی ایسلندی است، که در سال ۱۹۳۷ راه‌اندازی شد و در حال حاضر روزانه به ۴۵ مقصد در ۱۶ کشور، پروازهای مستقیم دارد. این شرکت در سال ۲۰۱۲ بیش از ۲٫۰۲ میلیون مسافر را منتقل نموده‌است.
دفتر مرکزی شرکت ایسلندایر در ریکیاویک، ایسلند قرار دارد و فرودگاه بین‌المللی کفلاویک و فرودگاه ریکیاویک، قطب‌های این شرکت هواپیمایی به‌شمار می‌آیند. شرکت ایسلندایر در حال حاضر در ناوگان هوایی خود، دارای ۳۵ فروند هواپیمای جت مسافربری می‌باشد.